# Rastell (armes de foc)

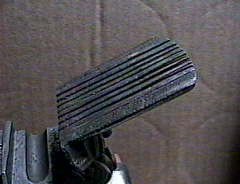
Rastell d'un pany de Miquelet ripollès

El rastell, (de vegades anomenat bateria), és un peça d'acer en forma de "L" articulada per la part posterior utilitzada inicialment en armes amb pany de rastell i uns anys més tard a les de Pany de sílex Va col·locat sobre la cassoleta que conté Pólvora després en centellejar pel forat que és perforat a través del barril onls càrrega principal s'ha carregat. Quan el gallet és estirat, el martell que inclou una peça del sílex perfilada retinguda a un aplec de mordasses per una ferralla de cuir o la peça prima d'avantatge espetega en avançar, la qual cosa provoca que el sílex abaixi la cara del rastell, tirant-lo enrere per a exposar la pols negra en la casserola. El sílex que rau l'acer causa un esquitx d'espurnes que van cap a la casserola i hi incendien la pólvora negra i envien flames a través del forat de tacte, el qual al seu torn encén la càrregq principal de pólvora negra en la Culata del canó, i això dispara el projèctil fora del canó.
El desenvolupament del rastell que combina alhora la "bateria" i la tapa de cassoleta separada avançat "snaphaunce" primitiu la clau és sovint s'atribueix al fabricant d'armes francès Marin le Bourgeoys al voltant del 1610. Pot haver estat influït pel "Pany de Miquelet" espanyol que utilitzava un tipus semblant de rasclet almenys quatre dècades abans.
És important que el rastell sigui creat amb un contingut de carboni alt. Materials com a banya o hooves va estar embolicat al voltant del rastell que era llavors col·locat a un foc per a diverses hores perba augmentar el contingut de carboni de l'acer. És important de mantenir el foc sota el punt de fondre de l'acer. Això n'endureix l'exterior mentre les estades de centre relativament dúctils a fi d'impedir esquerdant. Amb ús continuat un rastell perdrà la seva capacitat de crear bastants espurnes a reliably incendiar la pols. Quan tal necessita ser re-cementat o va reemplaçar.